# Tarifverbund Ostwind
Der Tarifverbund Ostwind ist der flächenmässig grösste Tarifverbund der Schweiz. Er ist ein Produkt der Zusammenarbeit der Kantone Appenzell Ausserrhoden, Appenzell Innerrhoden, Glarus, Schaffhausen, Schwyz, St. Gallen und Thurgau sowie der beteiligten Transportunternehmen mit einem Streckennetz von 4000 Kilometern. Der Schienenverkehr im Tarifverbund wird von den Appenzeller Bahnen (AB), den Schweizerischen Bundesbahnen (SBB), der Schweizerischen Südostbahn (SOB) und der Regionalbahn Thurbo betrieben. Ostwind wird durch eine eigenständige Geschäftsstelle verwaltet.
Seit 2009 ist auf dem ganzen Gebiet des Tarifverbunds der sogenannte Zonentarif gültig. Reisende kaufen seither nicht mehr Billette von Ort zu Ort, sondern die zwischen und einschliesslich Abfahrts- und Zielort durchfahrenen Zonen. Innerhalb der Zonen ist das Billett auf Bahn und Bus gültig.
Mit dem Fahrplanwechsel im Jahr 2017 wurde der seit 1988 bestehende Tarifverbund Schaffhausen in den Tarifverbund Ostwind integriert, wodurch das Verbundgebiet auch auf den Kanton Schaffhausen sowie auf die deutsche Gemeinde Büsingen am Hochrhein und auf die grenzüberquerende Buslinie über den deutschen Ortsteile Randegg und Murbach ausgedehnt wurde.

## Beteiligte Unternehmen

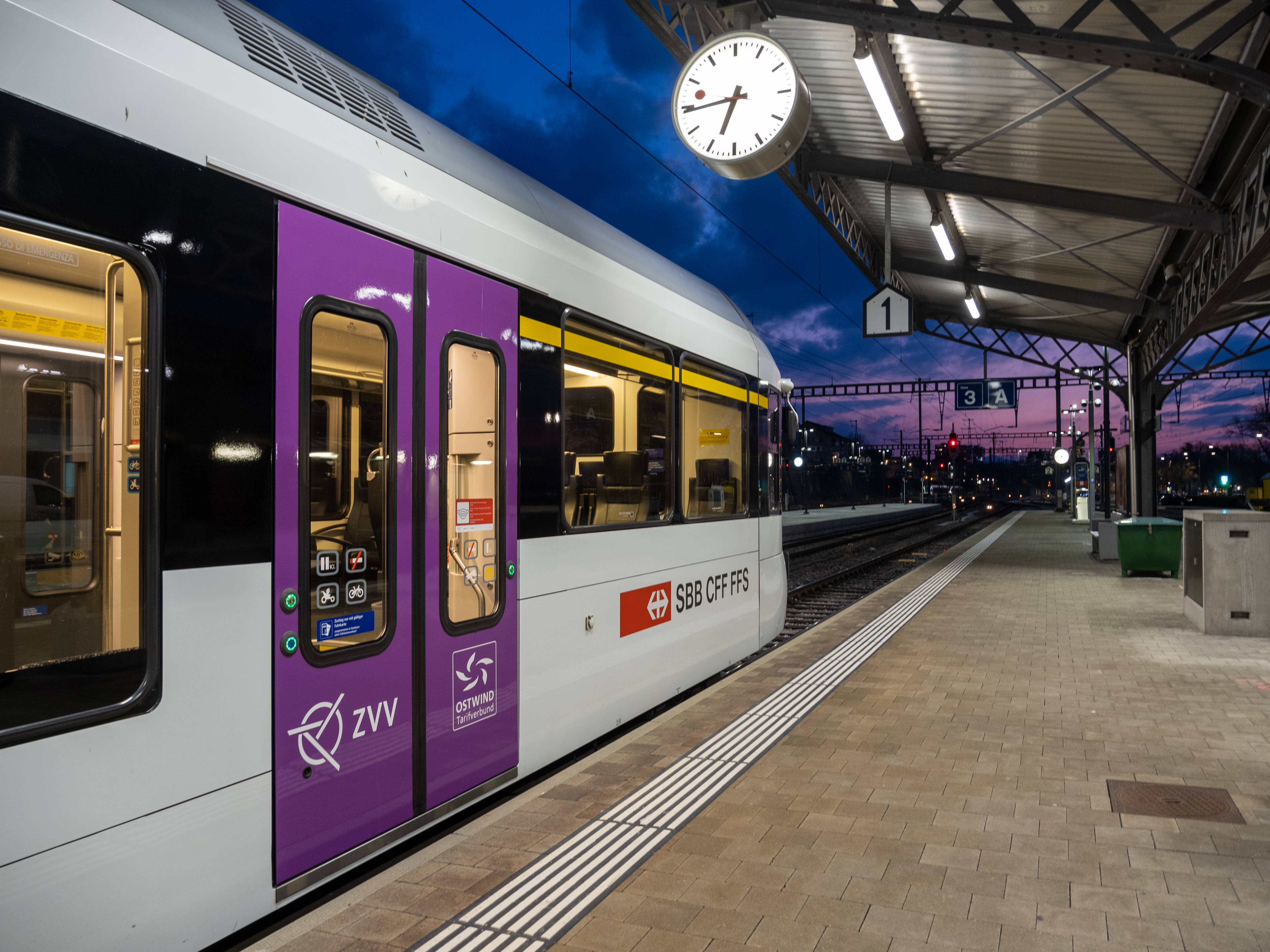
Ostwind (& ZVV) Kennzeichnung auf der S5 (Thurbo) in Rorschach

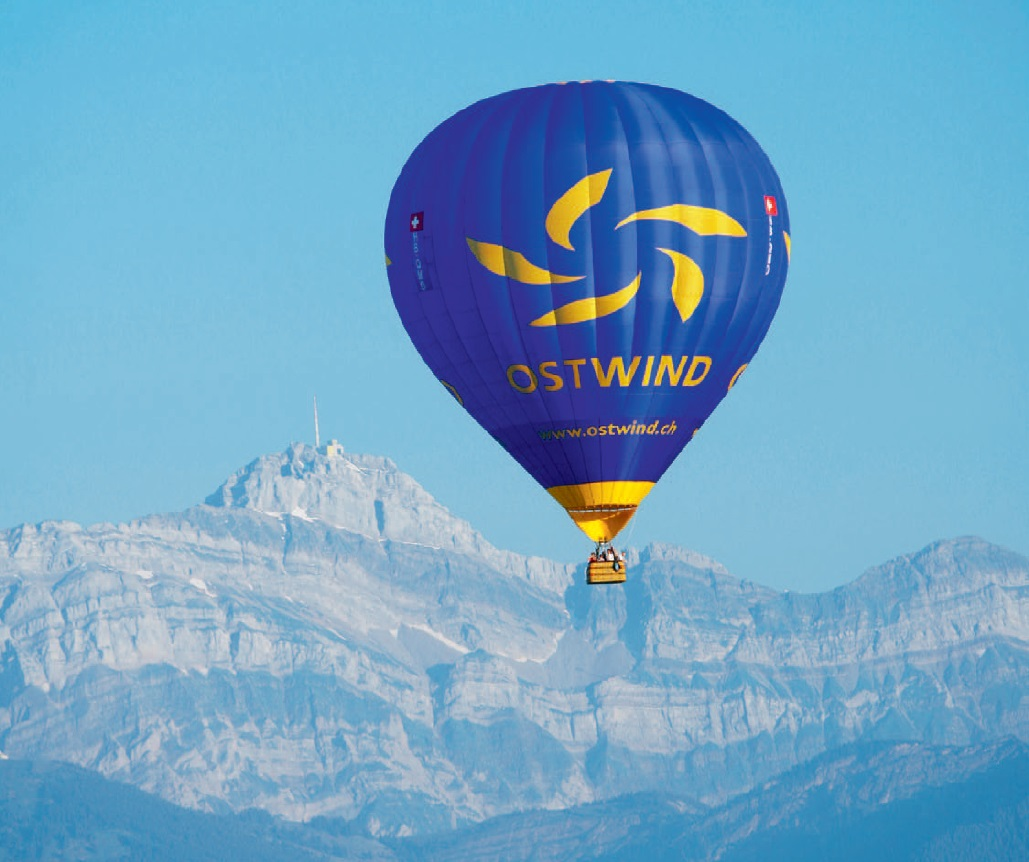
Heissluftballon als Werbeträger vor dem Säntis

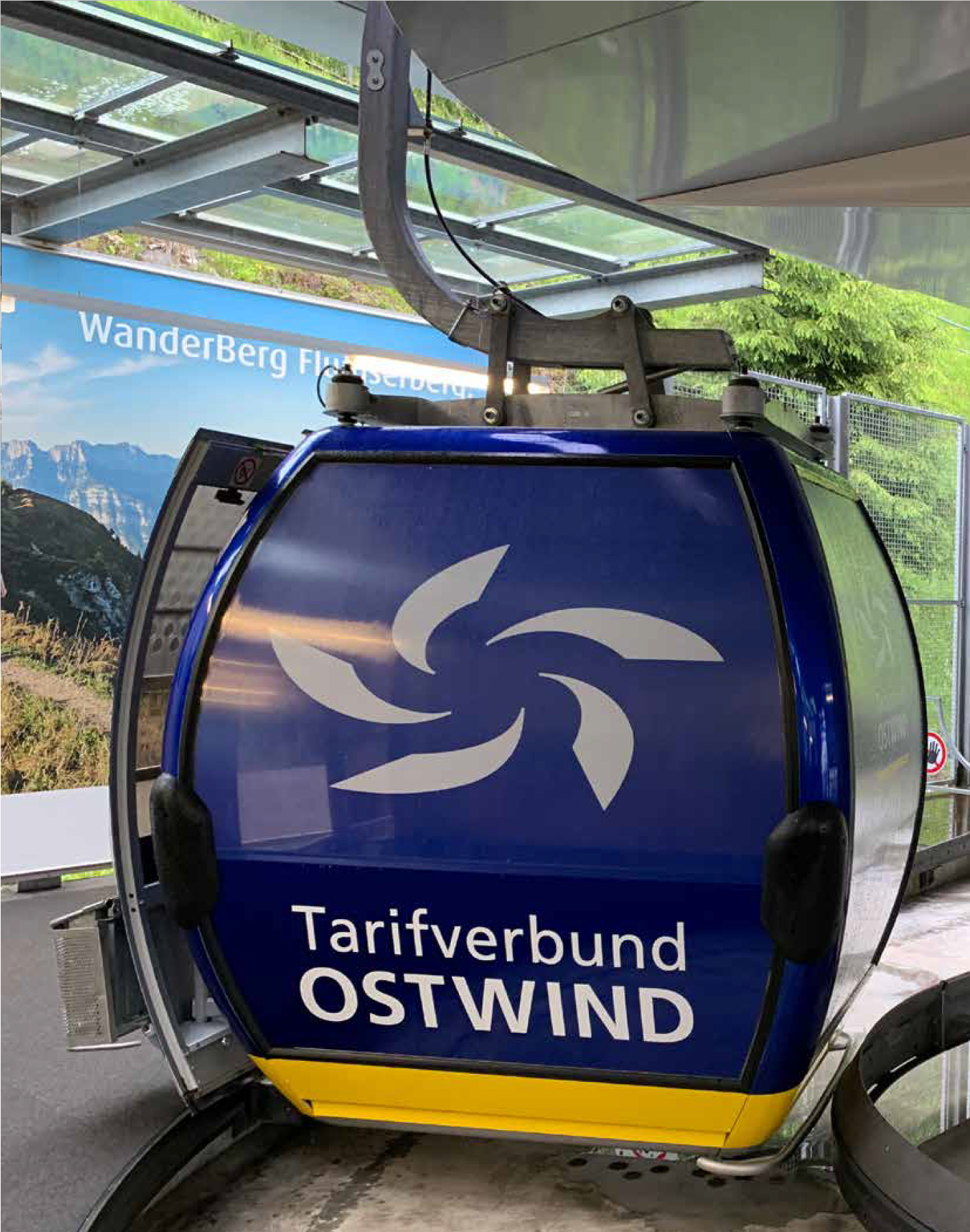
Kabine der Luftseilbahn Unterterzen–Tannenbodenalp mit Ostwind-Werbung

Folgende Unternehmen sind am Tarifverbund Ostwind beteiligt:
- Appenzeller Bahnen
- Autobetrieb Sernftal
- Autobetrieb Weesen-Amden
- Braunwald-Standseilbahn
- Bus Oberthurgau
- Bus Sarganserland Werdenberg
- Busbetrieb Lichtensteig–Wattwil–Ebnat-Kappel
- DB Regio
- Luftseilbahn Unterterzen-Tannenbodenalp
- Mühleggbahn St. Gallen
- PostAuto Schweiz
- Regiobus Gossau
- Rheintal Bus
- Schweizerische Bodensee-Schifffahrt
- Schiffsbetrieb Walensee
- Schneider Busbetriebe (Rapperswil-Eschenbach-Rüti)
- Schweizerische Bundesbahnen
- Schweizerische Schifffahrtsgesellschaft Untersee und Rhein
- Schweizerische Südostbahn
- Seebus-Verkehrsbetriebe
- Südbadenbus
- Stadtbus Chur
- Stadtbus Frauenfeld
- Stadtbus Kreuzlingen
- Thurbo
- Verkehrsbetriebe Schaffhausen vbsh
- Verkehrsbetriebe Herisau
- Verkehrsbetriebe St. Gallen
- Verkehrsbetriebe Zürichsee und Oberland
- WilMobil

## Netzpläne

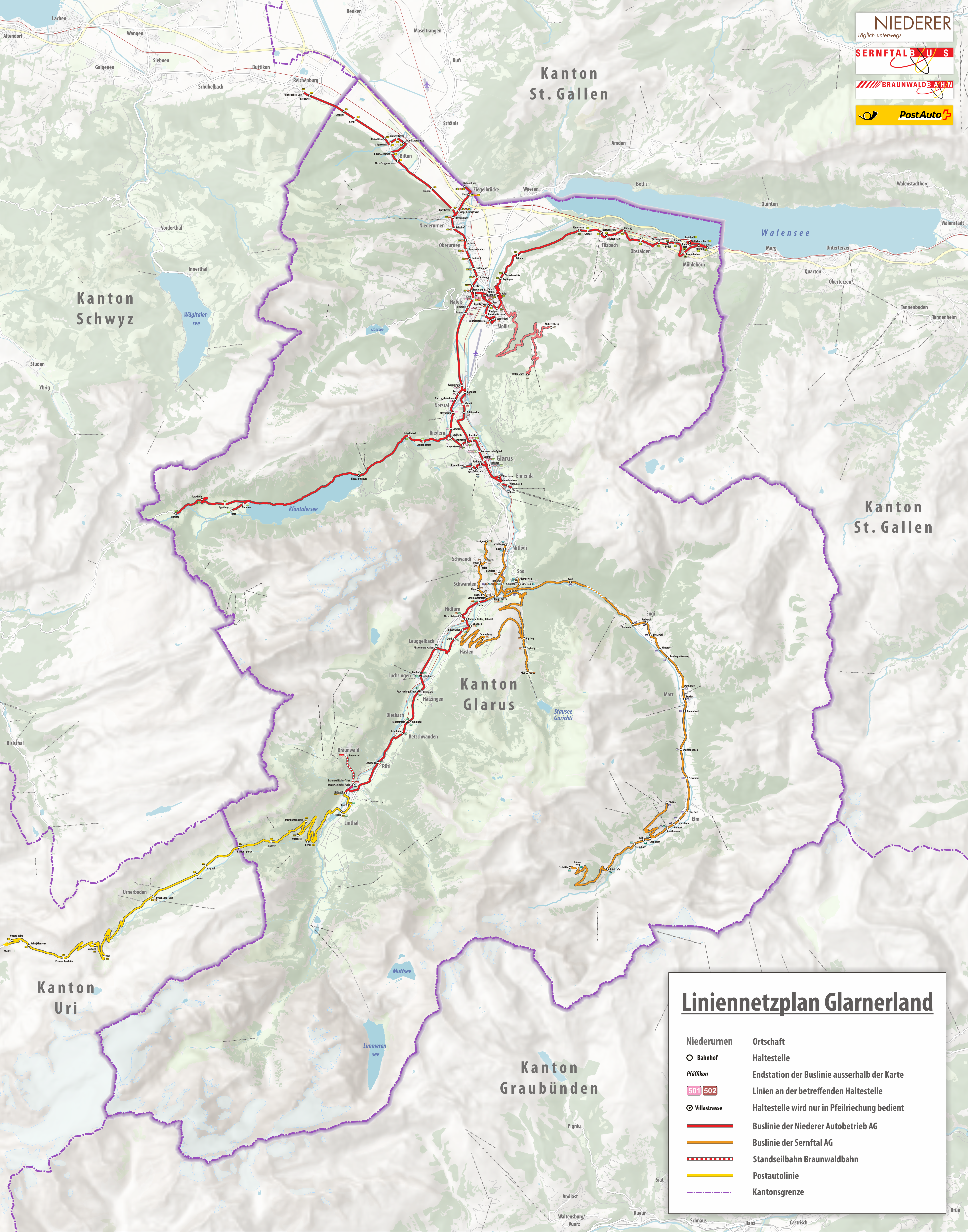
Autobetrieb Sernftal
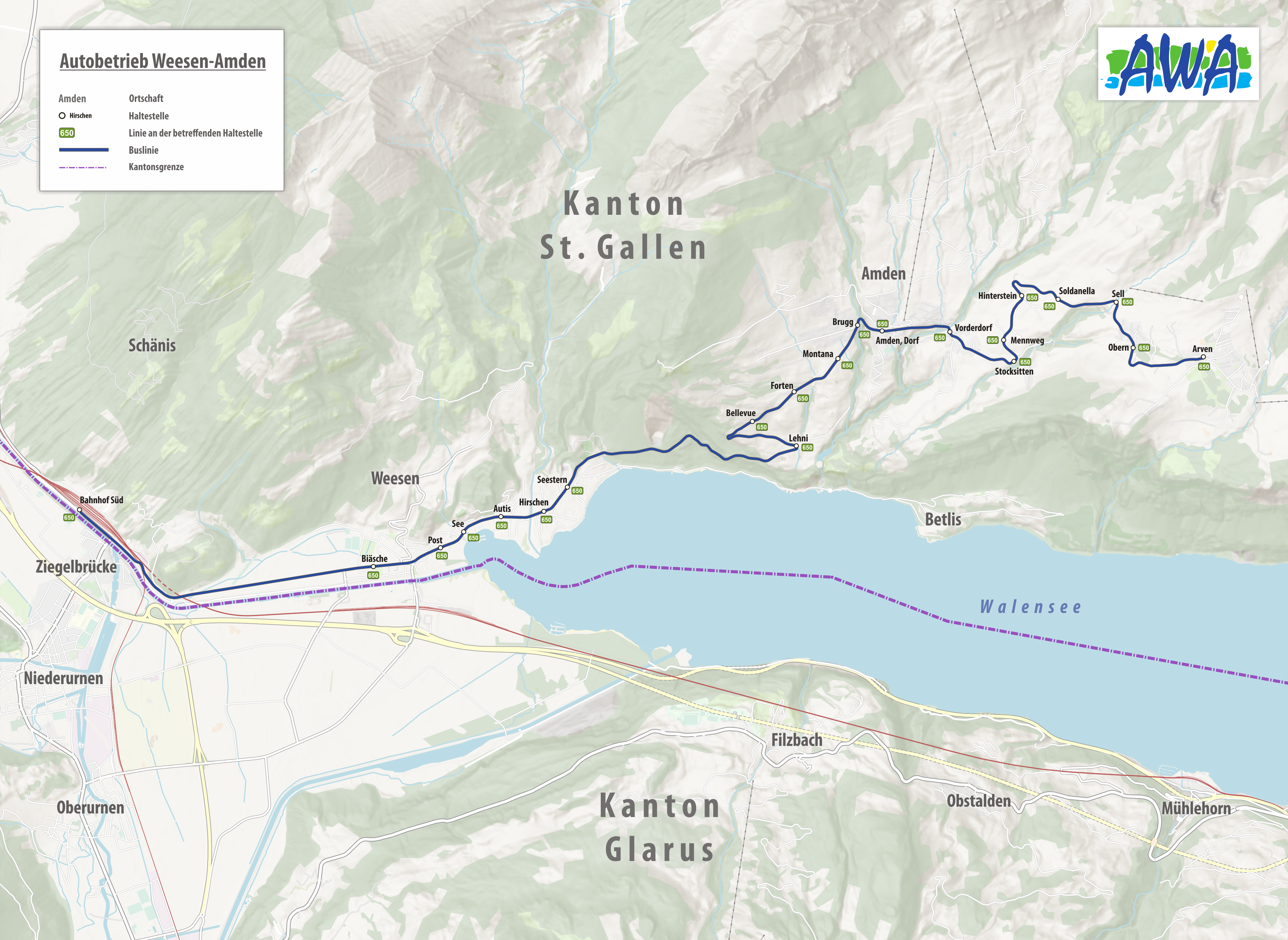
Weesen-Amden
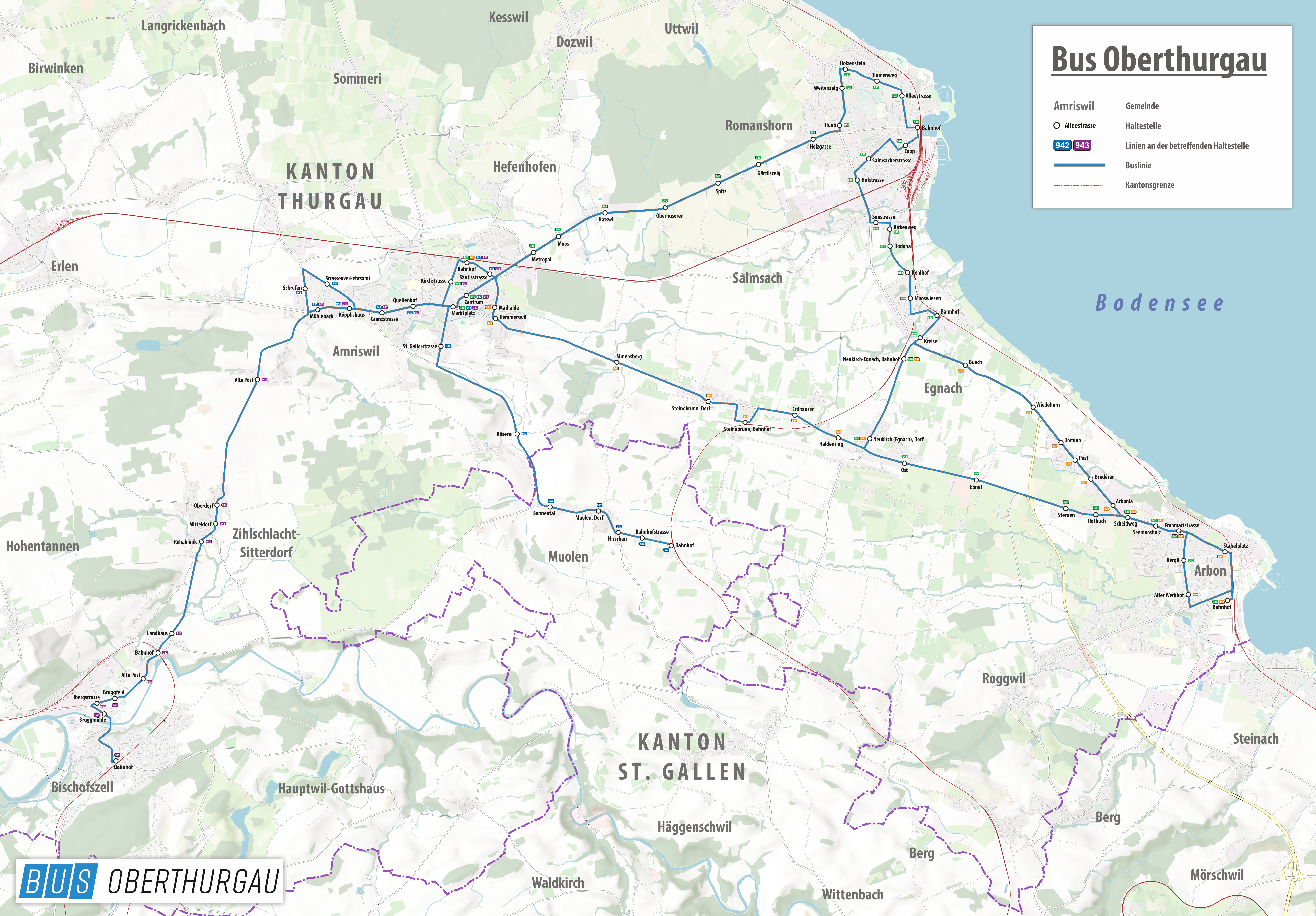
Oberthurgau
Sarganserland Werdenberg
Regiobus
Rheintal
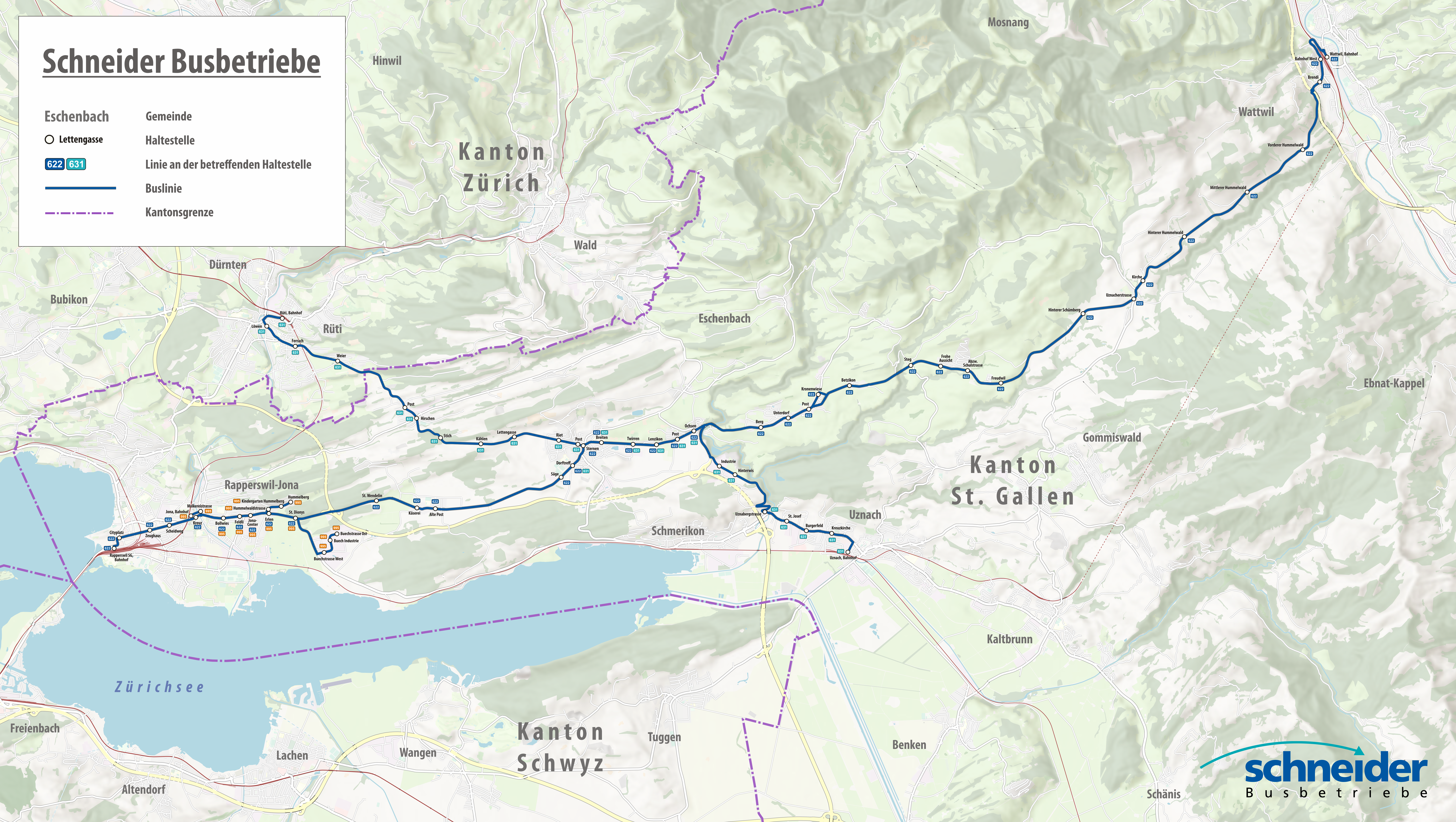
Schneider Busbetriebe
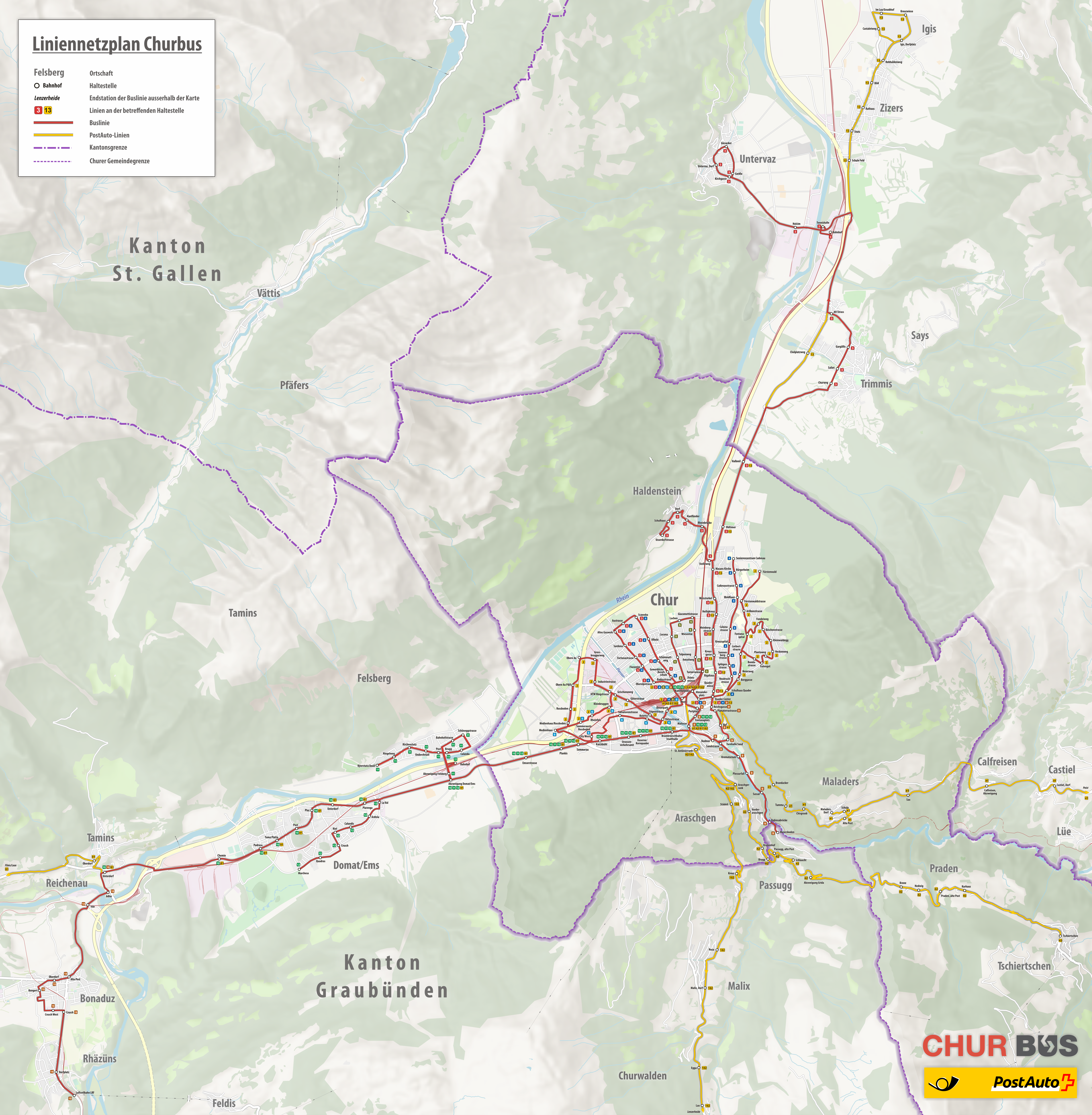
Chur Bus
Engadin Bus
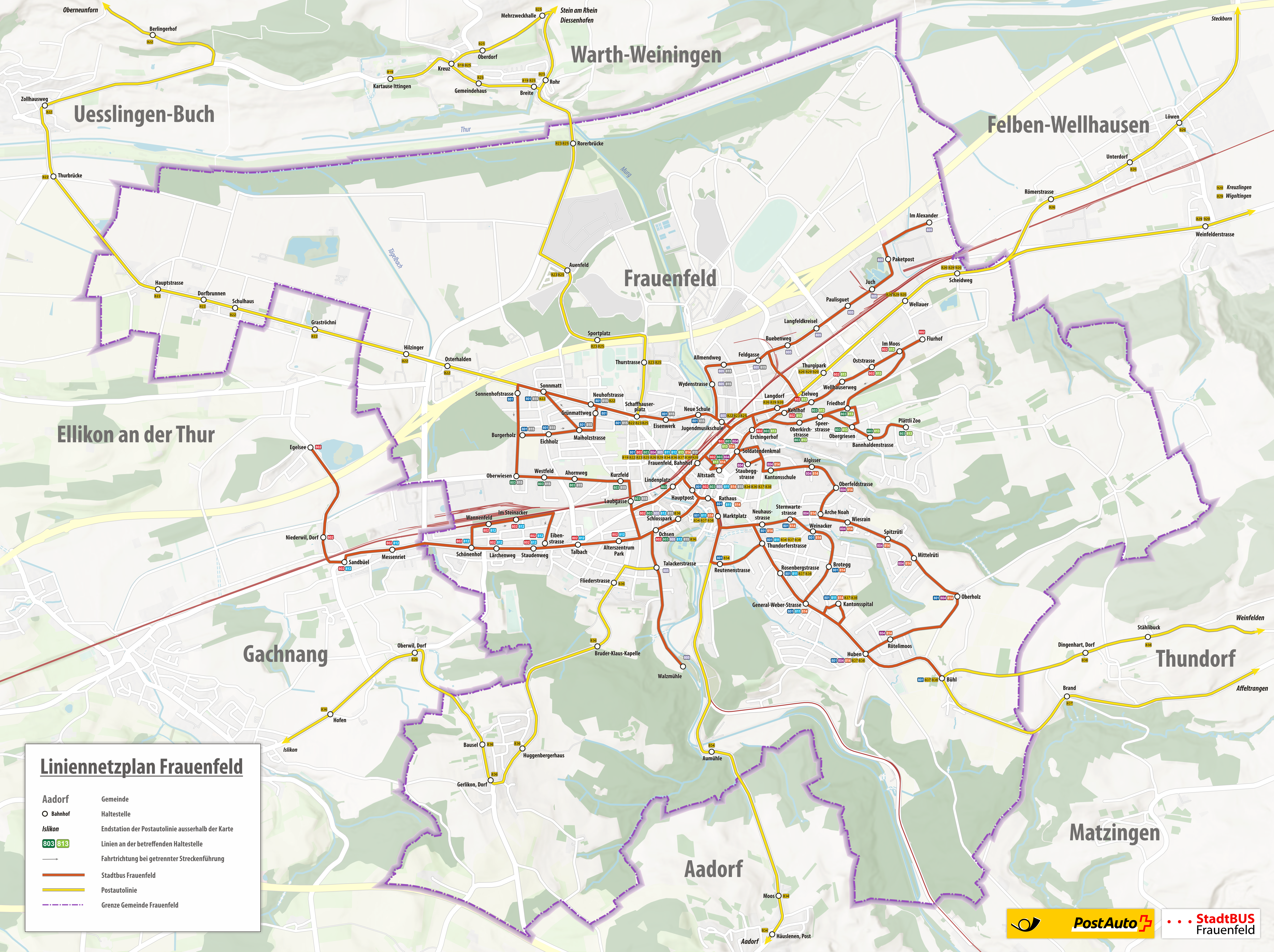
Frauenfeld
Kreuzlingen
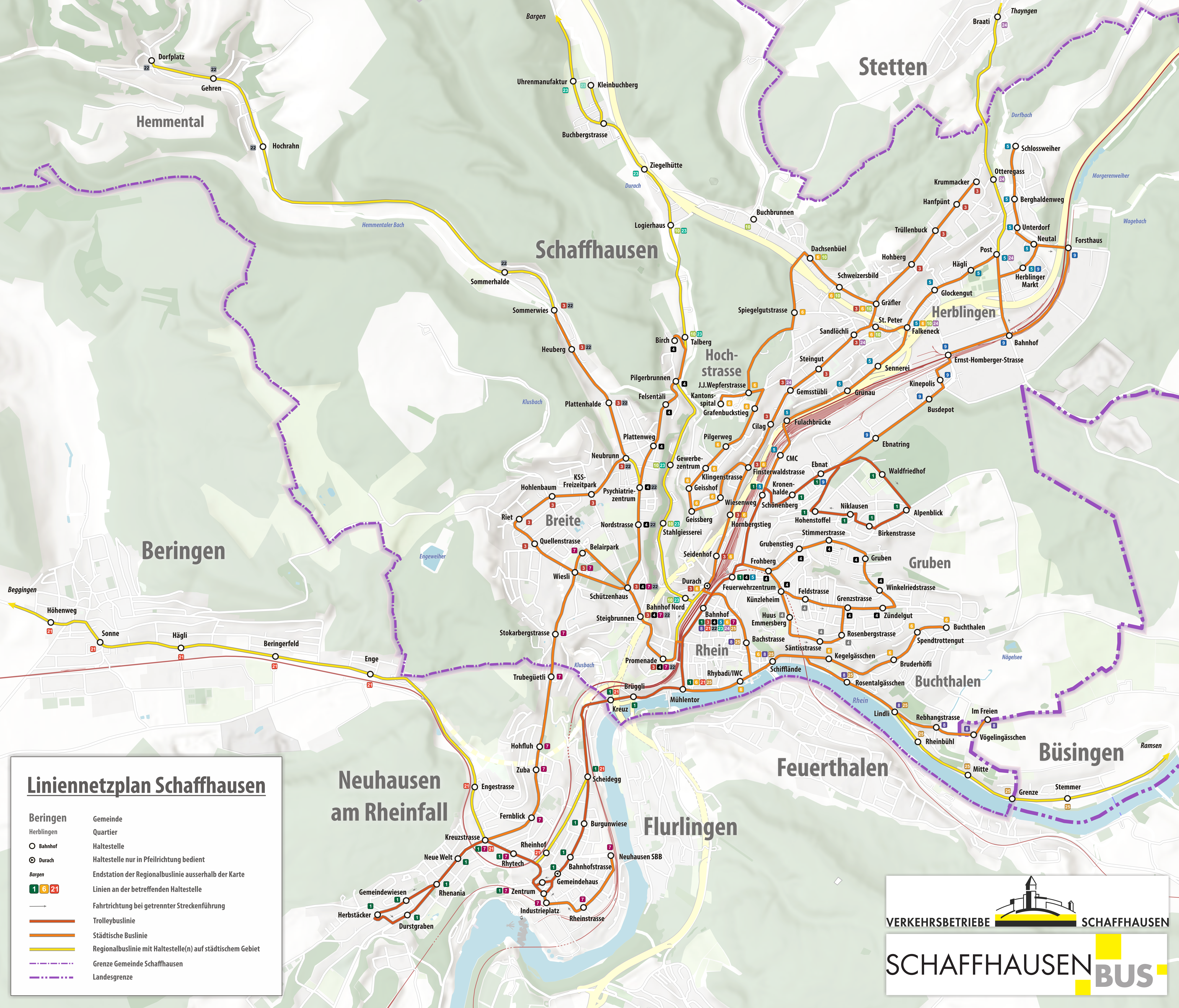
Schaffhausen
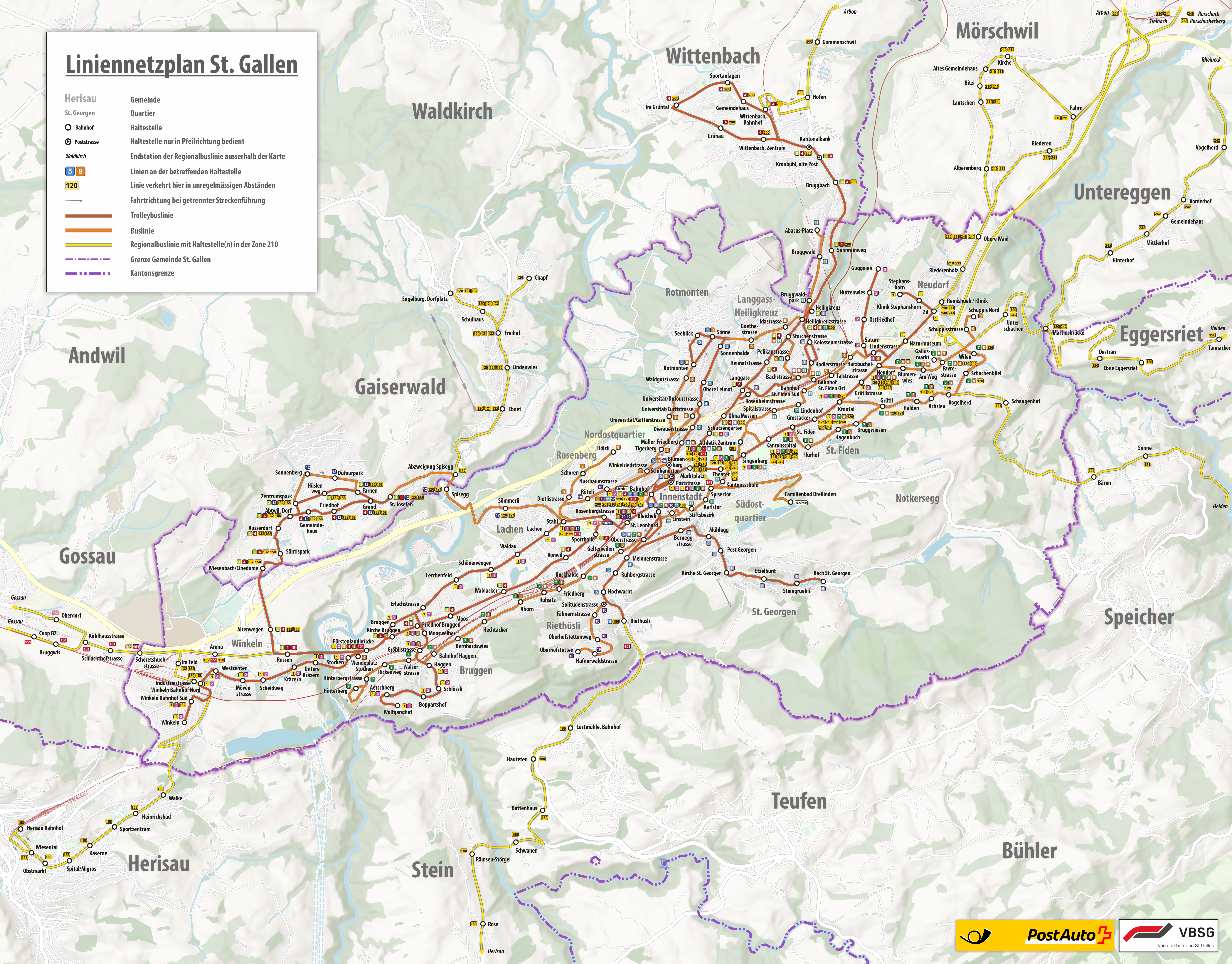
St. Gallen
VZO
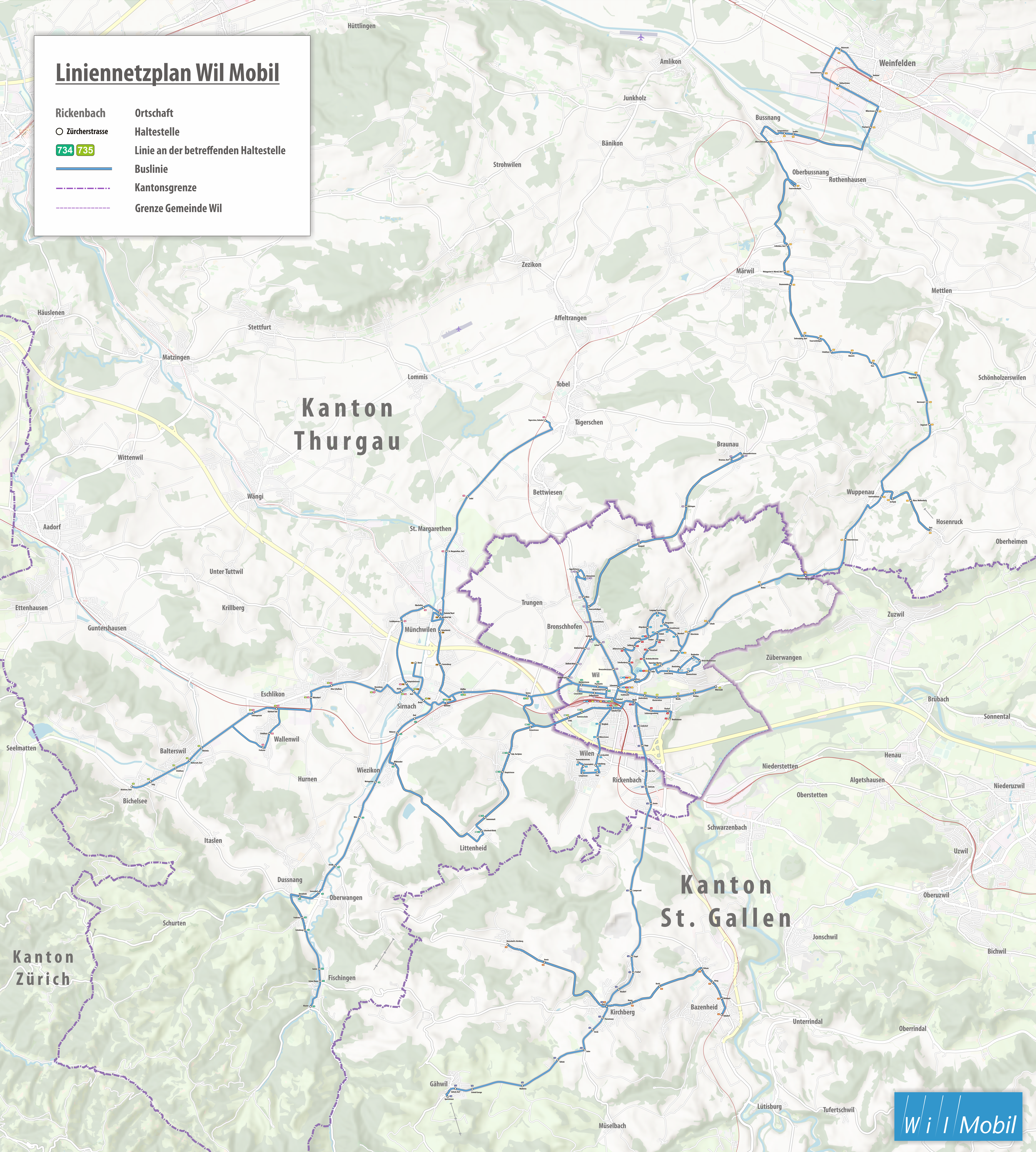
WilMobil